# 田津原理音
田津原 理音（たづはら りおん、1993年5月25日 - ）は、日本のお笑いタレント。吉本興業所属。生野区住みます芸人。R-1グランプリ2023王者。

## 略歴
奈良県立桜井高等学校出身。在学中は硬式野球部に在籍。強豪校で、レギュラーは獲得できず応援団長を務めていた。
大阪NSC35期生。同期にはゆりやんレトリィバァ、濱田祐太郎がおり、R-1グランプリ王者を3人輩出した期になっている。NSC卒業後高校の同級生とのコンビ『ぬくもりディスカッション』を組み、2015年に解散後はピン芸人となる。
M-1グランプリにもユニットとして出場しており、2017年には橋爪アキラ（現：盆と正月）とのユニット『トンカッツ』として3回戦進出、2023年には後輩の真輝志とのユニット『マキシリオン』として出場し3回戦進出を果たしている。
第40回ABCお笑いグランプリでは決勝進出。R-1グランプリは2019年、2021年、2022年に準決勝並びに復活ステージに進出。なお、初の準決勝進出となったR-1ぐらんぷり2019では、復活ステージ会場からの中継の際にゲスト出演していた前大会優勝者であり同期の濱田祐太郎から紹介される場面もあった。2023年に初めて決勝へ進出し、念願の優勝を果たした。

## 芸風
主にめくり芸で、特技のイラストを駆使する。イラストを用いたネタでよく登場するおなじみのキャラクターは、『ぬくもりディスカッション』時代の相方がモデルである。R-1グランプリ2023では、フリップの発展形として自ら制作した架空のトレーディングカードの開封を題材としたネタで優勝を勝ち取った。

## 人物
- 趣味は写真撮影（デジタル一眼、フィルムカメラ）、写真鑑賞、古着屋巡り、DIY、ドライフラワー作り、人の幸せを願うこと[12]。
- 特技は写真撮影、ポスターデザイン、レタリング、イラスト、ペン回し[12]。
- 姓名とも本名である。「田津原」という名字は和歌山県に多い[5]。また、「理音」の字面から女性と間違われ、初対面で驚かれることも多いという[5]。
- 2022年頃までトレードマークとして白と黒の市松模様のスーツやベストを舞台衣装で着用していた。衣装一式を紛失したことにより、花柄のベストで活動している[5]。
- 過去には熊元プロレス（現：紅しょうが）とのトリオ「グリードアイランド[13]」や、「ブンナグラレルズ[14]」、「ぬくもりディスカッション[15]」といったコンビを組んでいた。
- R-1グランプリでは2024年度大会から芸歴制限撤廃とエントリー資格が変更になったが、これについて「（この1年の間に）僕が全く売れてないせいで芸歴制限無くなったって言われてるんですけど」とXで自虐ポストを投稿している[16]。また優勝直後にメディア露出が少なかった理由については、優勝した1ヶ月後の4月に担当マネージャーが失踪し3ヶ月ほどフリーのような状態になっていたからと2024年1月に明かしている[17]。
- 2024年春より、大阪のよしもと漫才劇場を卒業し、活動拠点を東京に移す[18]。4月からヨシモト∞ホール所属となる[19]。
- R-1グランプリ2025の出場について、自身の単独ライブ「1＋」で発表する予定だったが、カベポスターの永見大吾にカベポスターのMBSヤングタウンで先に発表された。

## 賞レースなどでの戦績

### R-1ぐらんぷり／R-1グランプリ
| 年度             | 結果         | 会場                        | 日時           | 備考          |
| ---------------- | ------------ | --------------------------- | -------------- | ------------- |
| 2013年（第11回） | 1回戦敗退    | [大阪] なんばパークスホール | 2012年12月29日 | NSC時代に出場 |
| 2014年（第12回） | 1回戦敗退    | [大阪] なんばパークスホール | 2013年12月28日 |               |
| 2015年（第13回） | 2回戦進出    | [大阪] HEP HALL             | 2015年1月15日  |               |
| 2016年（第14回） | 3回戦進出    | [大阪] よしもと漫才劇場     | 2016年2月6日   |               |
| 2017年（第15回） | 3回戦進出    | [大阪] よしもと漫才劇場     | 2017年1月18日  |               |
| 2018年（第16回） | 準々決勝進出 | [大阪] なんばグランド花月   | 2018年2月4日   |               |
| 2019年（第17回） | 準決勝進出   | [大阪] なんばグランド花月   | 2019年2月15日  |               |
| 2020年（第18回） | 準々決勝進出 | [東京] ルミネtheよしもと    | 2020年2月10日  |               |
| 2021年（第19回） | 準決勝進出   | [東京] 有楽町朝日ホール     | 2021年2月14日  |               |
| 2022年（第20回） | 準決勝進出   | [東京] 有楽町朝日ホール     | 2022年2月13日  |               |
| 2023年（第21回） | 優勝         | [東京] フジテレビ           | 2023年3月4日   |               |
| 2024年（第22回） | 不参加       | 不参加                      | 不参加         | 不参加        |
| 2025年（第23回） | 決勝3位      | [東京]フジテレビ            | 2025年3月8日   |               |

### その他
- 2019年 第40回ABCお笑いグランプリ - 決勝進出[9]

## 出演

### テレビ
- ゆうドキッ!（2019年10月4日 - 2021年3月19日、奈良テレビ放送） - 金曜レギュラー
- めざましテレビ（2023年3月6日、フジテレビ）
- ぽかぽか（2023年3月6日、フジテレビ）
- ワイドナショー（2023年3月19日、フジテレビ）
- さんまのまんま 初夏SP（2023年7月7日、関西テレビ）

### テレビドラマ
- 合理的にあり得ない〜探偵・上水流涼子の解明〜 第9話（2023年6月12日、関西テレビ・フジテレビ）[31] - 青木

### ラジオ
- 田津原理音のオールナイトニッポン0（2023年3月12日〈11日深夜〉[32]、ニッポン放送）